# Myszarka perska
Myszarka perska (Apodemus avicennicus) – gatunek gryzonia z rodziny myszowatych (Muridae), występujący endemicznie w Iranie. 

## Systematyka
Takson po raz pierwszy opisali w 2006 roku J. Darvish, M. Javidkar i R. Siahsarvie na podstawie okazów z ostanu Jazd z Iranu. Gatunek został wyróżniony na podstawie analiz morfologicznych i kariotypu. Wyróżniającymi cechami są zredukowane rozmiary zębów trzonowych, struktura obszaru skrzydłowo-podniebiennego czaszki i szerszy niż u innych gatunków obszar międzyoczodołowy. Myszarka perska jest najbliżej spokrewniona z myszarka stepową (A. witherbyi), jednak różni się od niej m.in. cechami uzębienia i ciemniejszym futrem na grzbiecie.
Badania przeprowadzone w 2015 roku w oparciu o analizy filogenetyczne wykazały, że A. avicennicus powinien być traktowany jako młodszy synonim A. witherbyi. 

## Nazewnictwo
Nazwa rodzajowa pochodzi od greckiego słowa άπόδημος apodemos – „poza domem, za progiem”. Epitet gatunkowy został nadany na cześć Awicenny, perskiego uczonego z przełomu X i XI wieku.

## Biologia
Myszarka perska znana jest obecnie wyłącznie z siedliska typowego. Żyje w środkowo-zachodniej części Wyżyny Irańskiej, na odizolowanym obszarze otoczonym przez tereny pustynne, o sprzyjającym, wilgotniejszym mikroklimacie zbliżonym do warunków panujących w górach Zagros. Przypuszczalnie myszarki zasiedliły wyżynę w chłodniejszym i wilgotniejszym okresie, a wskutek zmian klimatycznych zostały na niej odcięte i wyewoluowały w nowy gatunek.
Myszarka perska ma szarobrązowy wierzch ciała i biały brzuch, połowa zbadanych osobników miała także słabo zaznaczoną pomarańczową plamę na piersi. Długość ciała wraz z głową to 88,86 ± 7,71 mm, ogon jest zwykle dłuższy niż reszta ciała (96,60 ± 6,34 mm).